# Kirchhorster See
Der Kirchhorster See ist ein Baggersee in der Gemeinde Isernhagen in der Region Hannover. Er liegt südwestlich von Kirchhorst in der Nähe der Anschlussstelle „Altwarmbüchen“ der A 7.
Der See entstand Ende der 1950er-Jahre beim Ausbau der A 7. Er wurde im Juni 1969 offiziell als Badesee eingeweiht.
Am Ostufer des Sees befinden sich ein Sandstrand und eine Liegewiese. In den See führt eine Steganlage mit Badeplattform und Einstiegsleiter.

## Bildergalerie

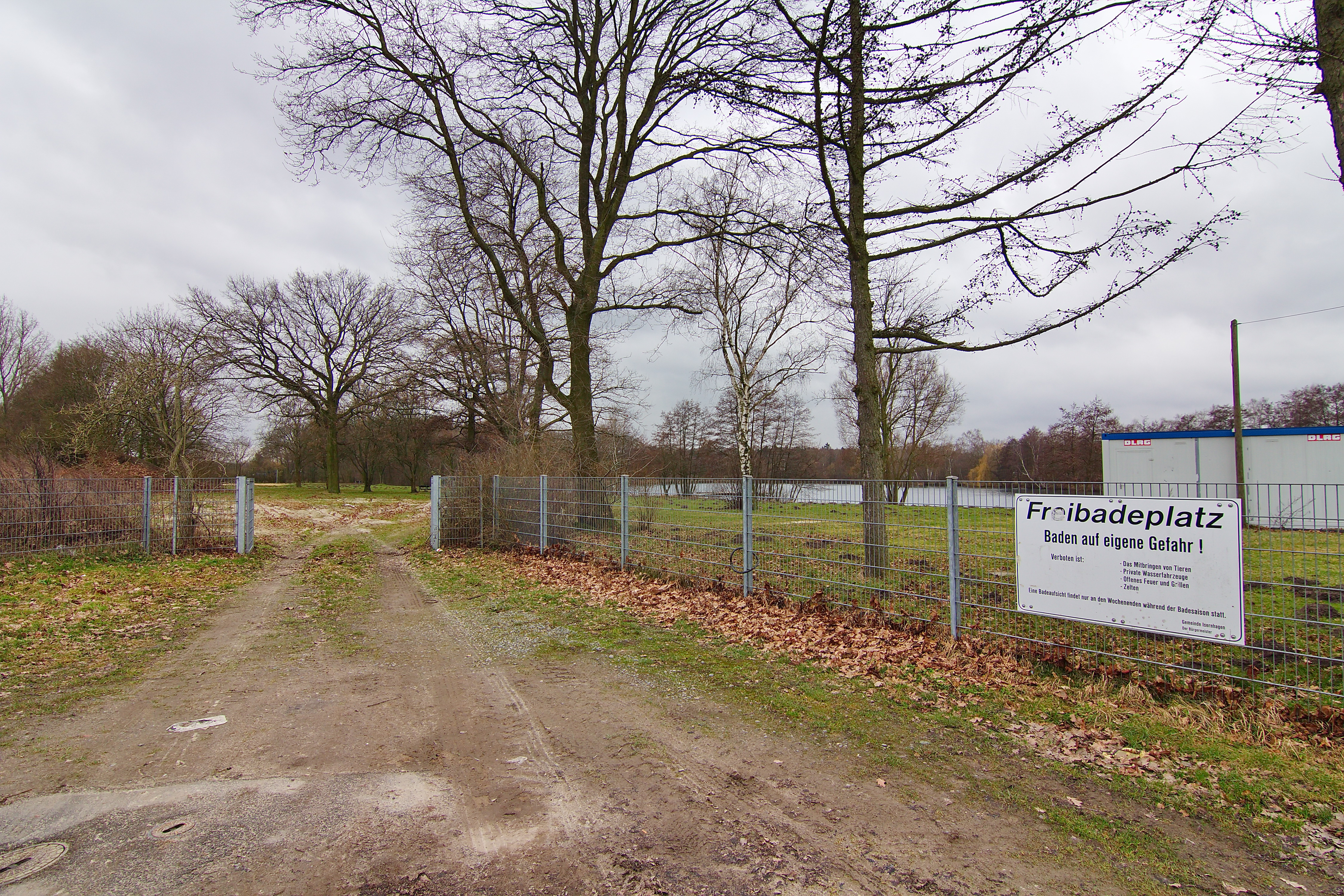
Zugang zur Badestelle, Februar 2013
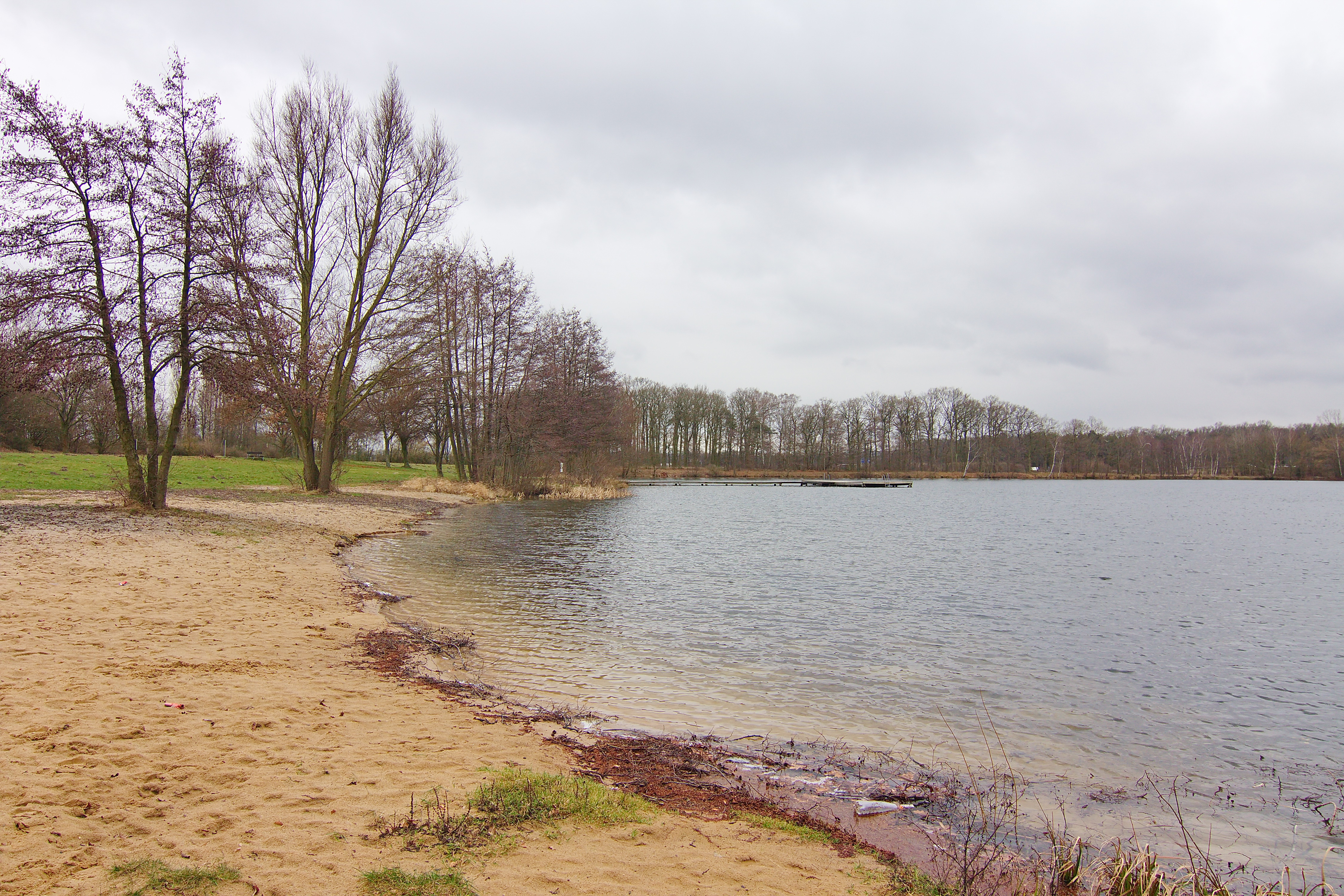
Badestelle, Februar 2013
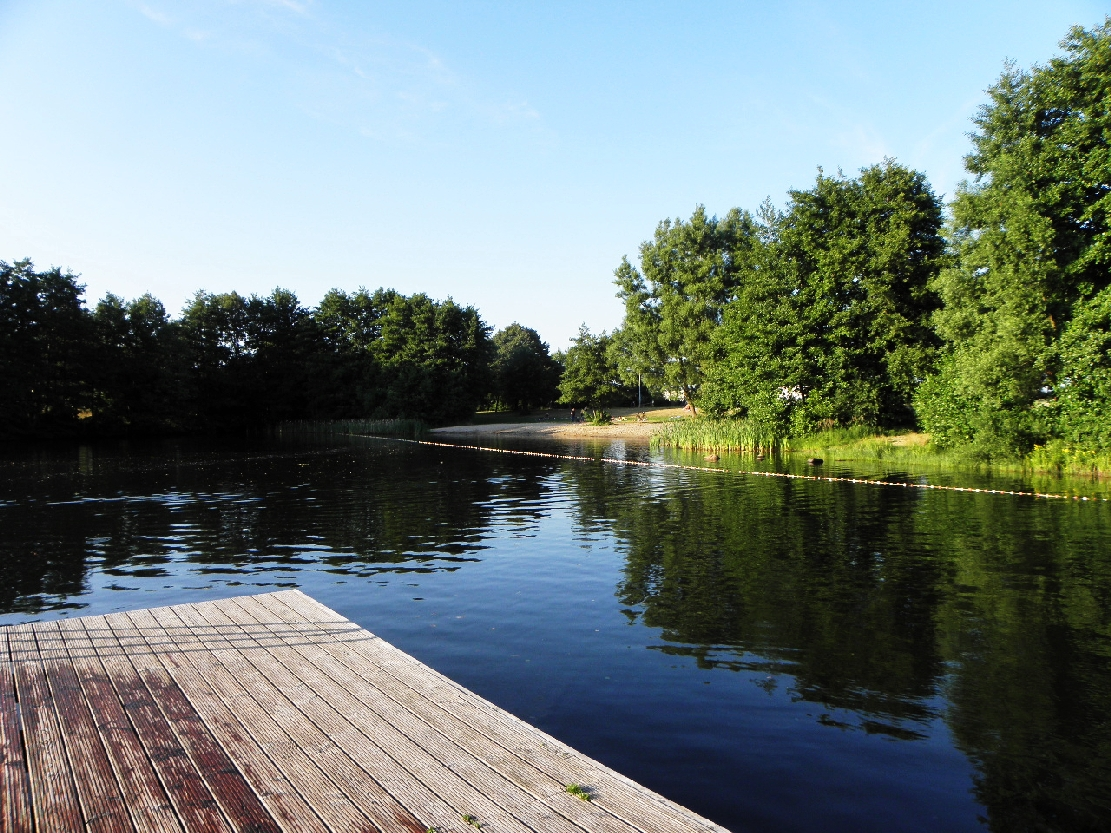
Badestelle im Sommer 2013
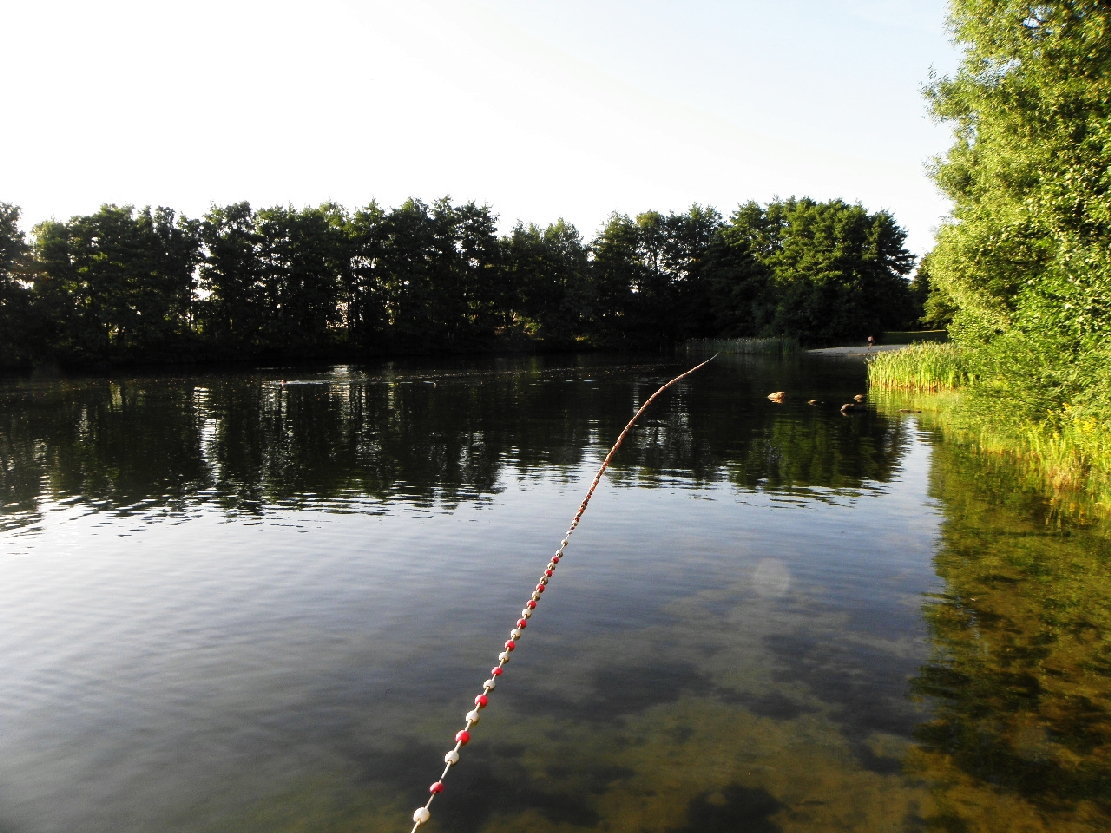
Abgrenzung mit Schwimmleine, Sommer 2013